# (39234) 2000 YD48
2000 واي دي 48 (ويعرف أيضًا باسم (39234) 2000 واي دي 48 وفق تسمية الكوكب الصغير) (بالإنجليزية: 2000 YD48)‏ هو كويكب ضمن حزام الكويكبات؛ وترتيبه 39234 من حيث الاكتشاف.
اكتُشف هذا الجُرم الفلكي بواسطة بحث لنكولن عن الكويكبات القريبة من الأرض في 30 ديسمبر 2000.

## وصلات خارجية
- (39234) 2000 YD48 في قاعدة بيانات مختبر الدفع النفاث لأجرام النظام الشمسي الصغيرة

- الاكتشاف · مخطط المدار ·  العناصر المدارية · المعلمات المادية

- (39234) 2000 YD48 على موقع ويكي سكاي: DSS2, SDSS, GALEX, IRAS, Hydrogen α, X-Ray, Astrophoto, Sky Map, Articles and images